# Коробейник Василь Геннадійович
Василь Геннадійович Коробейник (1997—2022) — сержант збройних сил України, учасник російсько-української війни.

## Життєпис
Народився 13 січня 1997 року в селі Великий Вистороп Сумської області.
Призваний по мобілізації, проходив службу у 211 окремому спеціальному батальйоні.
Загинув 23 грудня 2022 року на Донеччині.

## Нагороди та вшанування
- Орден «За мужність» III ступеня (посмертно)[1]
- Відзнака командування 211 батальйону Орден «Спасителя» (посмертно)
- Нагрудний знак «Золотий хрест»
- Почесний громадянин Сумського району (посмертно)[2]
- У селі Великий Вистороп встановлено меморіальну дошку[3]

2025 року вийшла книга його матері, Валентини Коробейник, «Тримає син Україну на руках».